# هورست إي. براندت
هورست إي. براندت (بالألمانية: Horst E. Brandt)‏ هو مصور سينمائي ومخرج ألماني، ولد في 17 يناير 1923 في برلين في ألمانيا، وتوفي في 22 أغسطس 2009 في بوتسدام في ألمانيا.

## وصلات خارجية
- هورست إي. براندت على موقع IMDb (الإنجليزية)
- هورست إي. براندت على موقع ألو سيني (الفرنسية)
- هورست إي. براندت على موقع أول موفي (الإنجليزية)
- هورست إي. براندت على موقع قاعدة بيانات الأفلام السويدية (السويدية)
- هورست إي. براندت على موقع قاعدة بيانات الفيلم (الإنجليزية)
- هورست إي. براندت على موقع كينوبويسك (الروسية)